# Museu Aeronàutic de Montevideo
El Museu Aeronàutic de Montevideo Coronel Jaime Meregalli va ser fundat el 18 d'agost de 1954 pel coronel del mateix nom, primer com a sala d'exhibició de l'Aeronàutica Militar, comptant únicament amb objectes personals dels pioners, insígnies i uniformes; més tard en establir-se una llei de creació del Museu Aeronàutic, es va traslladar a les actuals instal·lacions i el seu primer director va ser el Cnel. Jaime Meregalli.
L'actual director és el Cnel. Roberto Rodríguez i el seu subdirector el Maj. Gustavo Urban.

## Exposicions

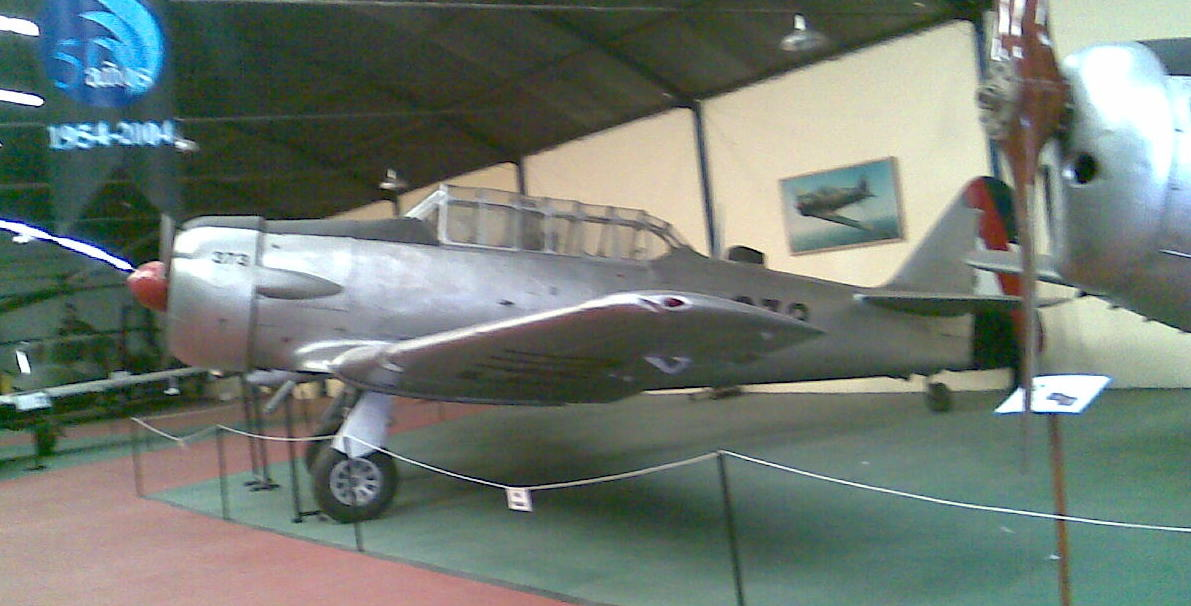
El NA T-6 del Museu.

Hi ha dinou aeronaus pertanyents a l'Aeronàutica Militar (nom de la força aèria abans de 1953) i més tard a la Força Aèria Uruguaiana, dins i fora del Museu.
- DC-3 de PLUNA
- T-33
- F-80
- Westland Wessex
- AT-11 Kansan
- B-25
- Blériot
- Castaibert Model VI[1]
- Hiller H-24
- UH-1B
- Fairchild PT-19
- T-6 "Texan"
- T-34 "Mentor"
- DHC-1 Chipmunk

Dins del museu hi ha pertinences dels pioners de l'aeronàutica militar uruguaiana, Gral Cesáreo L. Berisso, Cap. Juan Manuel Boiso Lanza, motors i instruments d'aeronaus, a més d'una col·lecció de maquetes de l'aeronàutica uruguaiana de l'aerolínia uruguaiana Pluna i un sector especialment dedicat als vols a la Base Artigas a l'Antàrtida.